# Sport Club Fortuna Köln 1994-1995
Questa voce raccoglie le informazioni riguardanti lo Sport Club Fortuna Köln nelle competizioni ufficiali della stagione 1994-1995.

## Stagione
Nella stagione 1994-1995 il Fortuna Colonia, allenato da Hannes Linßen, concluse il campionato di 2. Bundesliga all'8º posto. In Coppa di Germania il Fortuna Colonia fu eliminato agli ottavi di finale dal Kaiserslautern.

## Rosa
| N. |                     | Ruolo | Calciatore          |
| -- | ------------------- | ----- | ------------------- |
| 3  | Germania (bandiera) | C     | Marco Zernicke      |
| 6  | Germania (bandiera) | C     | Jörg Lipinski       |
| 18 | Germania (bandiera) | D     | Matthias Mink       |
|    | Germania (bandiera) | P     | Walter Junghans     |
|    | Polonia (bandiera)  | P     | Adam Matysek        |
|    | Germania (bandiera) | P     | Wolfgang Wiesner    |
|    | Germania (bandiera) | D     | Nico Niedziella     |
|    | Germania (bandiera) | D     | Jürgen Radschuweit  |
|    | Germania (bandiera) | D     | Hans-Jörg Schneider |
|    | Ghana (bandiera)    | C     | Charles Akonnor     |

| N. |                      | Ruolo | Calciatore       |
| -- | -------------------- | ----- | ---------------- |
|    | Germania (bandiera)  | C     | Andreas Brandts  |
|    | Germania (bandiera)  | C     | Dirk de Wit      |
|    | Germania (bandiera)  | C     | Antoine Hey      |
|    | Germania (bandiera)  | C     | Dirk Lottner     |
|    | Germania (bandiera)  | C     | Martin Luhr      |
|    | Germania (bandiera)  | C     | Jürgen Niggemann |
|    | Danimarca (bandiera) | A     | Mikkel Beck      |
|    | Germania (bandiera)  | A     | Roy Präger       |
|    | Germania (bandiera)  | A     | Frank Schmöller  |
|    | Danimarca (bandiera) | A     | Jacob Svinggaard |

## Organigramma societario
Area tecnica
- Allenatore: Hannes Linßen
- Allenatore in seconda:
- Preparatore dei portieri:
- Preparatori atletici:

## Calciomercato

### Sessione estiva
| Acquisti | Acquisti        | Acquisti         | Acquisti |
| R.       | Nome            | da               | Modalità |
| -------- | --------------- | ---------------- | -------- |
| A        | Uwe Fuchs       | Kaiserslautern   |          |
| C        | Antoine Hey     | TeBe Berlino     |          |
| P        | Walter Junghans | Bayer Leverkusen |          |
| C        | Jörg Lipinski   | Rot-Weiss Essen  |          |
| C        | Marco Zernicke  | Hertha Berlino   |          |

| Cessioni | Cessioni          | Cessioni             | Cessioni |
| R.       | Nome              | a                    | Modalità |
| -------- | ----------------- | -------------------- | -------- |
| A        | René Deffke       | Hertha Berlino       |          |
| C        | Stefan Ertl       | Pfeddersheim         |          |
| C        | Michael Golchert  | SV Lohhof            |          |
| C        | Frank Klemmer     | Alemannia Aquisgrana |          |
| C        | Matthias Stammann | Dinamo Dresda        |          |

### Sessione invernale
| Acquisti | Acquisti        | Acquisti       | Acquisti |
| R.       | Nome            | da             | Modalità |
| -------- | --------------- | -------------- | -------- |
| A        | Frank Schmöller | Hertha Berlino |          |

| Cessioni | Cessioni  | Cessioni      | Cessioni |
| R.       | Nome      | a             | Modalità |
| -------- | --------- | ------------- | -------- |
| A        | Uwe Fuchs | Middlesbrough |          |

## Risultati

### 2. Bundesliga

#### Girone di andata
| Arbitro: | Jansen |

|                                        |           |  |
| Akonnor 4’ Zernicke 26’ Svinggaard 85’ | Marcatori |  |

| Arbitro: | Fleske |

|  |           |                                          |
|  | Marcatori | 5’ Beck 47’ Präger 60’, 66’, 83’ Lottner |

| Arbitro: | Hauer |

|                                                 |           |  |
| Svinggaard 24’ Akonnor 50’ Fuchs 87’ de Wit 90’ | Marcatori |  |

| Homburg 4 settembre 1994, ore 15:00 CEST 4ª giornata | Homburg | 0 – 0 referto | Fortuna Colonia | Waldstadion (2 900 spett.)\| Arbitro: \| Zerr \| |
| Arbitro:                                             | Zerr    |               |                 |                                                  |

| Colonia 19 settembre 1994, ore 20:15 CEST 5ª giornata | Fortuna Colonia | 0 – 0 referto | Wattenscheid 09 | Südstadion (7 500 spett.)\| Arbitro: \| Rüdiger \| |
| Arbitro:                                              | Rüdiger         |               |                 |                                                    |

| Arbitro: | Frey |

|                                     |           |  |
| Lapper 44’ Brunner 67’ Ballwanz 85’ | Marcatori |  |

| Arbitro: | Koop |

|            |           |                                        |
| de Wit 65’ | Marcatori | 34’ Studer 36’ Kobylański 56’ Gütschow |

| Arbitro: | Osmers |

|                  |           |  |
| Beinlich 6’, 13’ | Marcatori |  |

| Arbitro: | Fandel |

|             |           |            |
| Lottner 87’ | Marcatori | 82’ Bustos |

| Arbitro: | Berg |

|  |           |                             |
|  | Marcatori | 45’ Lottner 52’, 90’ Präger |

| Colonia 28 ottobre 1994, ore 20:00 CET 11ª giornata | Fortuna Colonia | 0 – 0 referto | Hertha Berlino | Südstadion (3 000 spett.)\| Arbitro: \| Strigel \| |
| Arbitro:                                            | Strigel         |               |                |                                                    |

| Arbitro: | Malbranc |

|                                     |           |           |
| Sievers 30’ Thoben 78’ Szewczyk 90’ | Marcatori | 16’ Fuchs |

| Arbitro: | Müller |

|                                   |           |                       |
| Schlindwein 18’ (aut.) Präger 73’ | Marcatori | 15’ Szubert 85’ Mayer |

| Arbitro: | Ertl |

|                       |           |  |
| Rische 53’ Kracht 62’ | Marcatori |  |

| Arbitro: | Haupt |

|                                       |           |                        |
| Klopp 41’ Glesius 66’, 77’ Ziemer 90’ | Marcatori | 83’ Lottner 84’ de Wit |

| Arbitro: | Buchhart |

|  |           |            |
|  | Marcatori | 41’ Dražić |

| Arbitro: | Fandel |

|            |           |             |
| Hermel 24’ | Marcatori | 72’ Brandts |

#### Girone di ritorno
| Arbitro: | Wezel |

|  |           |          |
|  | Marcatori | 44’ Beck |

| Arbitro: | Brandt-Chollé |

|                                                                            |           |                           |
| Lipinski 2’ Akonnor 10’ Radschuweit 55’ Svinggaard 74’ Beck 80’ de Wit 82’ | Marcatori | 6’ Kapetanović 43’ Lasser |

| Arbitro: | Dörr |

|           |           |                       |
| Moore 32’ | Marcatori | 68’ Lipinski 89’ Beck |

| Arbitro: | Hauer |

|                                     |           |  |
| Svinggaard 35’ Lottner 52’ Beck 72’ | Marcatori |  |

| Arbitro: | Müller |

|  |           |          |
|  | Marcatori | 90’ Beck |

| Arbitro: | Müller |

|                                      |           |                 |
| Zernicke 21’ Radschuweit 33’ Hey 36’ | Marcatori | 50’ Frąckiewicz |

| Arbitro: | Koop |

|                               |           |                |
| Kobylański 49’, 58’, 62’, 83’ | Marcatori | 57’ Svinggaard |

| Arbitro: | Fleischer |

|                |           |  |
| Svinggaard 63’ | Marcatori |  |

| Arbitro: | Fleske |

|            |           |            |
| Bustos 77’ | Marcatori | 2’ Akonnor |

| Arbitro: | Pohlmann |

|  |           |                         |
|  | Marcatori | 5’ Järvinen 85’ Hofmann |

| Arbitro: | Friedrichs |

|                                                            |           |                      |
| Bremser 4’ Richter 48’ Isa 62’ Lünsmann 82’, 85’ Kovač 87’ | Marcatori | 37’ Beck 49’ Akonnor |

| Arbitro: | Leimert |

|                      |           |                           |
| Beck 17’ Brandts 69’ | Marcatori | 30’ Rauffmann 82’ Sievers |

| Arbitro: | Haupt |

|                           |           |  |
| Dammann 73’ Scharping 89’ | Marcatori |  |

| Arbitro: | Casper |

|  |           |                     |
|  | Marcatori | 9’ Rische 77’ Kujat |

| Arbitro: | Frey |

|                           |           |          |
| Lipinski 5’ Beck 49’, 84’ | Marcatori | 15’ Hock |

| Arbitro: | Strigel |

|                           |           |             |
| Glavaš 2’, 78’ Allievi 5’ | Marcatori | 72’ Brandts |

| Arbitro: | Malbranc |

|                                                  |           |  |
| Akonnor 51’, 85’ Schmöller 53’ Beck 80’ Mink 87’ | Marcatori |  |

### Coppa di Germania
| Arbitro: | Albers |

|           |           |                         |
| Klauß 32’ | Marcatori | 20’ Beck 89’ Svinggaard |

| Arbitro: | Weber |

|                       |           |             |
| Fuchs 25’ Präger 112’ | Marcatori | 43’ Wegmann |

| Arbitro: | Best |

|                                                                                         |           |                                 |
| Ritter 11’ Brehme 24’ (rig.) Kuntz 41’ Radschuweit 73’ (aut.) Haber 76’, 90’ Wagner 88’ | Marcatori | 10’, 86’ Präger 34’ Radschuweit |

## Statistiche

### Statistiche di squadra
| Competizione      | Punti | In casa | In casa | In casa | In casa | In casa | In casa | In trasferta | In trasferta | In trasferta | In trasferta | In trasferta | In trasferta | Totale | Totale | Totale | Totale | Totale | Totale | DR |
| Competizione      | Punti | G       | V       | N       | P       | Gf      | Gs      | G            | V            | N            | P            | Gf           | Gs           | G      | V      | N      | P      | Gf     | Gs     | DR |
| ----------------- | ----- | ------- | ------- | ------- | ------- | ------- | ------- | ------------ | ------------ | ------------ | ------------ | ------------ | ------------ | ------ | ------ | ------ | ------ | ------ | ------ | -- |
| 2. Bundesliga     | 47    | 17      | 8       | 5       | 4       | 34      | 17      | 17           | 5            | 3            | 9            | 21           | 32           | 34     | 13     | 8      | 13     | 55     | 49     | +6 |
| Coppa di Germania | -     | 1       | 1       | 0       | 0       | 2       | 1       | 2            | 1            | 0            | 1            | 5            | 8            | 3      | 2      | 0      | 1      | 7      | 9      | -2 |
| Totale            | 47    | 18      | 9       | 5       | 4       | 36      | 18      | 19           | 6            | 3            | 10           | 26           | 40           | 37     | 15     | 8      | 14     | 62     | 58     | +4 |

### Andamento in campionato
| Giornata  | 1 | 2 | 3 | 4 | 5 | 6 | 7 | 8 | 9 | 10 | 11 | 12 | 13 | 14 | 15 | 16 | 17 | 18 | 19 | 20 | 21 | 22 | 23 | 24 | 25 | 26 | 27 | 28 | 29 | 30 | 31 | 32 | 33 | 34 |
| --------- | - | - | - | - | - | - | - | - | - | -- | -- | -- | -- | -- | -- | -- | -- | -- | -- | -- | -- | -- | -- | -- | -- | -- | -- | -- | -- | -- | -- | -- | -- | -- |
| Luogo     | C | T | C | T | C | T | C | T | C | T  | C  | T  | C  | T  | T  | C  | T  | T  | C  | T  | C  | T  | C  | T  | C  | T  | C  | T  | C  | T  | C  | C  | T  | C  |
| Risultato | V | V | V | N | N | P | P | P | N | V  | N  | P  | N  | P  | P  | P  | N  | V  | V  | V  | V  | V  | V  | P  | V  | N  | P  | P  | N  | P  | P  | V  | P  | V  |
| Posizione | 2 | 1 | 1 | 1 | 1 | 3 | 7 | 8 | 9 | 7  | 8  | 9  | 10 | 11 | 13 | 16 | 15 | 11 | 10 | 9  | 7  | 7  | 6  | 7  | 7  | 7  | 7  | 7  | 8  | 9  | 10 | 8  | 10 | 8  |

Legenda:

Luogo: C = Casa; T = Trasferta. Risultato: V = Vittoria; N = Pareggio; P = Sconfitta.

### Statistiche dei giocatori
| Giocatore      | 2. Bundesliga | 2. Bundesliga | 2. Bundesliga | 2. Bundesliga | Coppa di Germania | Coppa di Germania | Coppa di Germania | Coppa di Germania | Totale   | Totale | Totale      | Totale     |
| Giocatore      | Presenze      | Reti          | Ammonizioni   | Espulsioni    | Presenze          | Reti              | Ammonizioni       | Espulsioni        | Presenze | Reti   | Ammonizioni | Espulsioni |
| -------------- | ------------- | ------------- | ------------- | ------------- | ----------------- | ----------------- | ----------------- | ----------------- | -------- | ------ | ----------- | ---------- |
| C. Akonnor     | 26            | 7             | 4             | 0             | 3                 | 0                 | 1                 | 0                 | 29       | 7      | 5           | 0          |
| M. Beck        | 19            | 11            | 2             | 0             | 1                 | 1                 | 0                 | 0                 | 20       | 12     | 2           | 0          |
| A. Brandts     | 15            | 3             | 2             | 0             | 0                 | 0                 | 0                 | 0                 | 15       | 3      | 2           | 0          |
| U. Fuchs       | 16            | 2             | 2             | 0             | 2                 | 1                 | 1                 | 0                 | 18       | 3      | 3           | 0          |
| A. Hey         | 30            | 1             | 6             | 0             | 3                 | 0                 | 1                 | 0                 | 33       | 1      | 7           | 0          |
| W. Junghans    | 19            | 0             | 0             | 0             | 1                 | 0                 | 0                 | 0                 | 20       | 0      | 0           | 0          |
| J. Lipinski    | 26            | 3             | 6             | 2             | 3                 | 0                 | 1                 | 0                 | 29       | 3      | 7           | 2          |
| D. Lottner     | 31            | 7             | 3             | 0             | 3                 | 0                 | 0                 | 0                 | 34       | 7      | 3           | 0          |
| M. Luhr        | 1             | 0             | 0             | 0             | 0                 | 0                 | 0                 | 0                 | 1        | 0      | 0           | 0          |
| A. Matysek     | 10            | 0             | 0             | 0             | 2                 | 0                 | 0                 | 0                 | 12       | 0      | 0           | 0          |
| M. Mink        | 31            | 1             | 6             | 1             | 2                 | 0                 | 0                 | 0                 | 33       | 1      | 6           | 1          |
| N. Niedziella  | 16            | 0             | 0             | 0             | 0                 | 0                 | 0                 | 0                 | 16       | 0      | 0           | 0          |
| J. Niggemann   | 17            | 0             | 3             | 0             | 2                 | 0                 | 0                 | 0                 | 19       | 0      | 3           | 0          |
| R. Präger      | 22            | 4             | 4             | 0             | 3                 | 3                 | 1                 | 0                 | 25       | 7      | 5           | 0          |
| J. Radschuweit | 31            | 2             | 5             | 0             | 3                 | 1                 | 0                 | 0                 | 34       | 3      | 5           | 0          |
| F. Schmöller   | 12            | 1             | 2             | 0             | 0                 | 0                 | 0                 | 0                 | 12       | 1      | 2           | 0          |
| H. Schneider   | 33            | 0             | 6             | 1             | 3                 | 0                 | 2                 | 0                 | 36       | 0      | 8           | 1          |
| J. Svinggaard  | 25            | 6             | 0             | 0             | 2                 | 1                 | 0                 | 0                 | 27       | 7      | 0           | 0          |
| W. Wiesner     | 7             | 0             | 0             | 0             | 0                 | 0                 | 0                 | 0                 | 7        | 0      | 0           | 0          |
| M. Zernicke    | 28            | 2             | 6             | 1             | 2                 | 0                 | 1                 | 0                 | 30       | 2      | 7           | 1          |
| D. de Wit      | 24            | 4             | 4             | 0             | 2                 | 0                 | 0                 | 0                 | 26       | 4      | 4           | 0          |